# Ida Fink
Ida Fink (hebreo:  אידה פינק, Zbaraż, entonces Polonia, hoy Ucrania, 1 de noviembre de 1921-Tel Aviv, 27 de septiembre de 2011) fue una galardonada escritora israelí en lengua polaca.

## Biografía
Nació en Zbaraż —cuando esta ciudad de la actual Ucrania occidental formaba parte de Polonia— de madre maestra y padre médico.  Estudió solfeo en el Conservatorio de Lwow.
En 1941 fue deportada por los nazis al gueto de Zbaraż, de donde huyó con su hermana al año siguiente, gracias a que les consiguieron unos papeles en las que figuraban como arias. Después del holocausto se casó y tuvo una hija. 
En 1957 se estableció en Israel, en Holon, donde trabajó como bibliotecaria y entrevistadora del Yad Vashem. 
"Ida empezó a escribir muy tarde, a los cincuenta años, en 1971. Había vivido en Israel quince años, pero todavía escribía en polaco, y en Polonia no publicaba en solidaridad con los escritores censurados por el régimen comunista, lo que durante mucho tiempo la convirtió en una especie de apátrida literaria", señalaba Mercedes Monmany en 2012, con motivo de la publicación en español de Huellas.  En total, publicó cuatro libros y recibió varias distinciones por su obra, entre las que destaca el Premio Israel de literatura 2008. Vivió mucho tiempo con su hermana en Ramat Aviv.
La película Primavera 1941, realizada por el director israelí Uri Barbash con guion de Motti Lerner, está basada en varios de sus relatos.

## Obras
- Skrawek czasu, 1987 — Un pedacito de tiempo y otros relatos, tr.: Elzbieta Bortkiewicz; Editorial Confluencias, 2015
- Podróż, 1990 — El viaje, tr.: Elzbieta Bortkiewicz y Juan Carlos Vidal; Mondadori, 1991
- Ślady, 1996 — Huellas, 20 relatos; tr.: Elzbieta Bortkiewicz; Errata Naturae y Centro Sefarad, 2012
- Odpływający ogród, 2003 (Saliendo del jardín)

## Premios y reconocimientos
- Premio Ana Frank por Un pedacito de tiempo y otros relatos
- Premio Buchman
- Premio Sapir
- Premio Israel 2008